# Кола, Маттиа
Маттиа Кола (итал. Mattia Cola; 3 июня 1984, Вальфурва, Ломбардия) — итальянский биатлонист.
Завершил карьеру в сезоне 2011/2012 годов.

## Биография
Родился 3 июня 1984 года в Вальфурве. Присоединился к национальной сборной в 2002 году.
Принимал участие в чемпионате мира по биатлону среди юниоров 2002, 2003, 2004 и 2005 годов, показав лучший результат на 7-м месте в эстафете 2002 года.
Он показал свой лучший результат, финишировав 11-м в составе мужской эстафетной сборной Италии 2008 года на Чемпионате мира по биатлону. Его лучший личный результат — 78-е место в личном зачете 2008 года.
Он участвовал в зимних Олимпийских играх 2010 года, выступая за Италию. Он показал свой лучший результат, финишировав 12-м в составе итальянской эстафетной команды. Он был 55-м в гонке преследования и 60-м в спринте. 

## Кубок мира
- 2007—2008 — 90-е место (3 очка)
- 2008—2009 — 91-е место(13 очков)
- 2009—2010 — 91-е место(19 очков)